# Лиски (Речицкий район)
Лиски (бел. Ліскі) — агрогородок в Речицком районе Гомельской области Белоруссии. Административный центр Лисковского сельсовета. На западе урочище Боровский Мох.

## География

### Расположение
В 18 км на юго-запад от Речицы, 68 км от Гомеля. На реке Ведрич (приток реки Днепр) и автодороге Василевичи — Речица.

## Транспортная сеть
Железнодорожная станция Лиски на линии Гомель — Калинковичи.
Планировка состоит из почти прямолинейной улицы меридиональной ориентации, к которой с востока и запада присоединяются кварталы застройки разной конфигурации. Жилые дома деревянные и кирпичные усадебного типа. В 1987 году построено 50 кирпичных домов коттеджного типа, в которых разместились переселенцы из загрязнённых радиацией мест после катастрофы на Чернобыльской АЭС.

## История
Обнаруженные археологами курганный могильник эпохи Киевской Руси (26 насыпей в 0,5 км на север от деревни) и поселение бронзового и раннего железного веков (в деревне, на левом берегу реки) свидетельствуют о заселении этих мест с давних времён. По письменным источникам известна с XIX века как селение в Василевичской волости Речицкого уезда Минской губернии. В 1850 году собственность казны. В 1879 году обозначена в Солтановском церковном приходе. Когда 15 февраля 1886 года начала работать железная дорога Лунинец — Гомель, здесь был организован разъезд с будкой для обслуживающего персонала. Согласно переписи 1897 года действовали часовня, церковно-приходская школа, хлебозапасный магазин, ветряная мельница, трактир. В начале 1920-х годов разъезд был преобразован в железнодорожную станцию под названием Лиски.
С 8 декабря 1926 года до 16 июля 1954 года и с 29 января 1964 года центр Лисковского сельсовета Василевичского, с 4 августа 1927 года Речицкого, с 20 февраля 1938 года Василевичского, с 29 января 1964 года Речицкого районов Речицкого, с 9 июня 1927 года Гомельского (до 26 июля 1930 года) округов, с 20 февраля 1938 года Полесской, с 8 января 1954 года Гомельской областей.
В 1929 году организован колхоз «КИМ», работали кузница, начальная школа (преобразована в 1930-х годах в 7-летнюю), изба-читальня, отделение потребительской кооперации. В 1930 году начал работу торфазавод, который обеспечивал топливом спиртзавод в деревне Демехи. Во время Великой Отечественной войны 19 декабря 1942 года оккупанты полностью сожгли деревню и убили 43 жителей. Освобождена 18 ноября 1943 года. 171 житель погиб на фронте. Согласно переписи 1959 года центр колхоза «Новый путь». Располагались лесничество, средняя школа, Дом культуры, библиотека, детский сад, фельдшерско-акушерский пункт, отделение связи, 3 магазина.
В состав Лисковского сельсовета до 1995 года входил хутор Маньков (не существует).

## Население

### Численность
- 2004 год — 260 хозяйств, 632 жителя.

### Динамика
- 1850 год — 36 дворов, 282 жителя.
- 1897 год — 111 дворов, 718 жителей (согласно переписи).
- 1908 год — 138 дворов, 842 жителя.
- 1940 год — 287 дворов 1100 жителей.
- 1959 год — 1182 жителя (согласно переписи).
- 2004 год — 260 хозяйств, 632 жителя.